# Folketingsmedlemmer valgt i 1950
Ved folketingsvalget den 5. september 1950 blev indvalgt 151 medlemmer af folketinget, herunder to fra Færøerne. Mandatfordelingen var som følger:
| Partibogstav | Partinavn                    | Mandater | +/- |
| ------------ | ---------------------------- | -------- | --- |
| A            | Socialdemokratiet            | 59       | +2  |
| B            | Det Radikale Venstre         | 12       | +2  |
| C            | Det Konservative Folkeparti  | 27       | +10 |
| D            | Venstre                      | 32       | -17 |
| E            | Retsforbundet                | 12       | +6  |
| K            | Danmarks Kommunistiske Parti | 7        | -2  |
| Færøerne     |                              |          |     |
|              | Javnadarflokkurin            | 1        |     |
|              | Sambandsflokkurin            | 1        |     |

## De valgte medlemmer
| Navn                        | Parti                        |
| --------------------------- | ---------------------------- |
| Kristen Amby                | Det Konservative Folkeparti  |
| Alsing Andersen             | Socialdemokratiet            |
| Karl M. Andersen            | Retsforbundet                |
| Nina Andersen               | Socialdemokratiet            |
| Ragnhild Andersen           | Danmarks Kommunistiske Parti |
| Søren P. Andersen           | Venstre                      |
| Kaj Andresen                | Socialdemokratiet            |
| Axel Berg                   | Socialdemokratiet            |
| Jul. Bomholt                | Socialdemokratiet            |
| Marius Buhl                 | Venstre                      |
| Vilh. Buhl                  | Socialdemokratiet            |
| Kaj Bundvad                 | Socialdemokratiet            |
| N. Busch-Jensen             | Socialdemokratiet            |
| Karl Bøgholm                | Det Konservative Folkeparti  |
| Evald Christensen           | Retsforbundet                |
| Chr. Christiansen           | Socialdemokratiet            |
| Johs. Christiansen          | Det Radikale Venstre         |
| Lars Clausen                | Det Konservative Folkeparti  |
| Poul Claussen               | Det Konservative Folkeparti  |
| Ingvard Dahl                | Socialdemokratiet            |
| Bertel Dahlgaard            | Det Radikale Venstre         |
| Peter Mohr Dam              | Sambandsflokkurin            |
| Kristen Damsgaard           | Venstre                      |
| Ditlev Peter Ditlevsen      | Socialdemokratiet            |
| O. Einer-Jensen             | Socialdemokratiet            |
| Niels Elgaard               | Venstre                      |
| Erik Eriksen                | Venstre                      |
| Holger Eriksen              | Socialdemokratiet            |
| Niels Eriksen               | Venstre                      |
| Vilhelm Fibiger             | Det Konservative Folkeparti  |
| Jens E. Foged               | Venstre                      |
| Aage Fogh                   | Det Radikale Venstre         |
| Simon From                  | Venstre                      |
| Villy Fuglsang              | Danmarks Kommunistiske Parti |
| Kirsten Gloerfelt-Tarp      | Det Radikale Venstre         |
| Niels Gottschalck-Hansen    | Det Konservative Folkeparti  |
| Jørgen Gram                 | Venstre                      |
| Victor Gram                 | Socialdemokratiet            |
| Peder Gregersen             | Retsforbundet                |
| Andreas Hansen              | Socialdemokratiet            |
| H. C. Hansen                | Socialdemokratiet            |
| Hans Hansen (Frederikshavn) | Det Konservative Folkeparti  |
| Hans Hansen (Rørby)         | Retsforbundet                |
| L. Quist Hansen             | Socialdemokratiet            |
| Leonhard Hansen             | Socialdemokratiet            |
| Poul Hansen (Kalundborg)    | Socialdemokratiet            |
| Poul Hansen (Slagelse)      | Socialdemokratiet            |
| Poul Hansen (Svendborg)     | Socialdemokratiet            |
| Ralph Lysholt Hansen        | Socialdemokratiet            |
| Rasmus Hansen               | Socialdemokratiet            |
| Gudrun Hasselriis           | Det Konservative Folkeparti  |
| Viggo Hauch                 | Venstre                      |
| Hans Hedtoft                | Socialdemokratiet            |
| Frederik Heick              | Venstre                      |
| Marius Heilesen             | Venstre                      |
| Villy Heising               | Socialdemokratiet            |
| Otto Himmelstrup            | Venstre                      |
| Gustav Holmberg             | Venstre                      |
| Svend Horn                  | Socialdemokratiet            |
| Flemming Hvidberg           | Det Konservative Folkeparti  |
| Hans Hækkerup               | Socialdemokratiet            |
| Per Hækkerup                | Socialdemokratiet            |
| Carl Kjeldgaard Iversen     | Retsforbundet                |
| Hans Thyge Jacobsen         | Det Konservative Folkeparti  |
| Frode Jakobsen              | Socialdemokratiet            |
| Alfred Jensen               | Danmarks Kommunistiske Parti |
| Arnth Jensen                | Venstre                      |
| Asger Jensen                | Det Konservative Folkeparti  |
| Fanny Jensen                | Socialdemokratiet            |
| Kai Jensen                  | Socialdemokratiet            |
| Lars P. Jensen              | Socialdemokratiet            |
| Søren Lund Jensen           | Socialdemokratiet            |
| Jens Chr. Jensen-Broby      | Venstre                      |
| A. Stæhr Johansen           | Det Konservative Folkeparti  |
| Jørgen Jørgensen (Lejre)    | Det Radikale Venstre         |
| Jørgen Jørgensen (Ullerup)  | Det Konservative Folkeparti  |
| Peter Jørgensen             | Socialdemokratiet            |
| Svend Jørgensen             | Det Radikale Venstre         |
| Jacob Kirkegaard            | Det Radikale Venstre         |
| Ove Kjældgaard              | Socialdemokratiet            |
| Johs. Kjærbøl               | Socialdemokratiet            |
| Hans R. Knudsen             | Socialdemokratiet            |
| Poul B. Thisted Knudsen     | Venstre                      |
| Bodil Koch                  | Socialdemokratiet            |
| H. C. Koefoed               | Venstre                      |
| Ib Kolbjørn                 | Socialdemokratiet            |
| Ole Bjørn Kraft             | Det Konservative Folkeparti  |
| Jens Otto Krag              | Socialdemokratiet            |
| Axel Kristensen             | Venstre                      |
| Kr. Kristensen              | Venstre                      |
| Thorkil Kristensen          | Venstre                      |
| Jørgen Krogh                | Venstre                      |
| Oscar Kryger                | Venstre                      |
| Aksel Larsen                | Danmarks Kommunistiske Parti |
| Holger Johs. Larsen         | Socialdemokratiet            |
| Marinus Larsen              | Socialdemokratiet            |
| Verner Larsen               | Retsforbundet                |
| Victor Larsen               | Det Konservative Folkeparti  |
| Wiggo Larsen                | Socialdemokratiet            |
| Anker Lau                   | Venstre                      |
| Kai Lindberg                | Socialdemokratiet            |
| Knud M. Lorentzen           | Venstre                      |
| Marie A. v. Lowzow          | Det Konservative Folkeparti  |
| Carl Bollerup Madsen        | Socialdemokratiet            |
| Helge Madsen                | Retsforbundet                |
| Jacob Martin                | Venstre                      |
| Th. Mikkelsen               | Socialdemokratiet            |
| Aksel Møller                | Det Konservative Folkeparti  |
| Poul Møller                 | Det Konservative Folkeparti  |
| Niels Mørk                  | Socialdemokratiet            |
| Frede Nielsen               | Socialdemokratiet            |
| Harald Nielsen              | Venstre                      |
| Laurits Lynnerup Nielsen    | Danmarks Kommunistiske Parti |
| Niels Kr. Nielsen           | Retsforbundet                |
| Peter Nielsen               | Socialdemokratiet            |
| Inger Merete Nordentoft     | Danmarks Kommunistiske Parti |
| A. C. Normann               | Det Radikale Venstre         |
| P. M. Norup                 | Det Konservative Folkeparti  |
| Viola Nørløv                | Socialdemokratiet            |
| Karl Olsen                  | Det Konservative Folkeparti  |
| Lars M. Olsen               | Socialdemokratiet            |
| Gustav Pedersen             | Socialdemokratiet            |
| Lauritz Pedersen            | Venstre                      |
| Niels Pedersen              | Retsforbundet                |
| Oluf Pedersen               | Retsforbundet                |
| Carl Petersen               | Socialdemokratiet            |
| Petra Petersen              | Danmarks Kommunistiske Parti |
| Hans Pinstrup               | Venstre                      |
| Johan Poulsen               | Sambandsflokkurin            |
| Th. Poulsen                 | Socialdemokratiet            |
| Carsten Raft                | Det Konservative Folkeparti  |
| E. Rager                    | Det Radikale Venstre         |
| Hans Rasmussen              | Socialdemokratiet            |
| Carl Rasting                | Det Konservative Folkeparti  |
| Edel Saunte                 | Socialdemokratiet            |
| Karl Skytte                 | Det Radikale Venstre         |
| Jens Smørum                 | Socialdemokratiet            |
| Viggo Starcke               | Retsforbundet                |
| Oluf Steen                  | Det Radikale Venstre         |
| Johan Strøm                 | Socialdemokratiet            |
| Jens Sønderup               | Venstre                      |
| Axel Sørensen               | Det Radikale Venstre         |
| Edvard Sørensen             | Venstre                      |
| Erna Sørensen               | Det Konservative Folkeparti  |
| Poul Sørensen               | Det Konservative Folkeparti  |
| Fr. W. Teichert             | Socialdemokratiet            |
| Edward Tesdorpf             | Det Konservative Folkeparti  |
| Knud Thestrup               | Det Konservative Folkeparti  |
| Knud Tholstrup              | Retsforbundet                |
| Ove Weikop                  | Det Konservative Folkeparti  |
| Olav Øllgaard               | Venstre                      |

## Personskift i perioden 1950-53
| Stedfortræder             | Parti                       | Afløst medlem   | Dato              | Årsag                           |
| ------------------------- | --------------------------- | --------------- | ----------------- | ------------------------------- |
| C. F. Ladefoged           | Venstre                     | Axel Kristensen | 1. januar 1951    | Kristensen nedlagde sit mandat. |
| Johannes E. Larsen        | Socialdemokratiet           | Axel Berg       | 28. april 1951    | Berg afgik ved døden.           |
| Gertie Wandel             | Det Konservative Folkeparti | P. M. Norup     | 25. marts 1952    | Norup afgik ved døden.          |
| Johanne Dahlerup-Petersen | Det Konservative Folkeparti | Victor Larsen   | 24. april 1952    | Larsen afgik ved døden.         |
| J. M. Pedersen            | Retsforbundet               | Niels Pedersen  | 16. november 1952 | Niels Pedersen afgik ved døden. |